# プリティガール
プリティガール〜Pretty Girls〜（ぷりてぃがーる）は、2002年1月9日 - 3月6日にTBS系列の水曜10時枠で放送されたテレビドラマ。

## 概要
名門デパート“アンドリューズ”を舞台に、稲森いずみ演じる不思議な女性・野山花が周囲の人々やデパートに影響を与え変えていく。ドラマ中で主人公の花がキーワード的に用い、また、主題歌のタイトルにもなっている「シャンティ」は、ヒンディー語で「平和」「平穏」「静寂」という意味の言葉である。

## あらすじ
前向きに生きていく女性が、名門デパートと周りの人々を変えていく姿をコミカルに描く。ある日、花は恋人に姿をくらませられ、借金の取立てで部屋に帰れなくなり、働いているカラオケ店で潰れてしまう。翌日、子犬を救おうと道路に飛び出した花は、遼に助けられる。彼の去った方向には名門デパート「アンドリューズ」があった。花は、ひょんなことからデパートの人事部長の伊能にアルバイトを勧められ、花は、歩美と同じ食品売り場で働くことになる。

## 出演
- 野山花（29） - 稲森いずみ

突然、恋人が行方不明になり、彼氏と引き換えに来たのが多額の借金。行くあても無く歩いていると、犬を発見。車にひかれそうになるが、運がよくそこに居合わせた高嶺遼に助けられる。後に、「アンドリューズ」で働き、人々を変えていく。
- 倉井歩美（26） - 米倉涼子

ごく普通のOL。恋には不器用で、誕生日には誰にも祝ってもらえないほど。そこに、野山花という一風変わった女が現れて、次第に彼女に助けられていく。
- 荒木理恵子（22） - 片瀬那奈

アンドリューズの看板受付嬢。ルックスの良さから、男達の目を引く。自分の方針は愛があれば幸せになれると思っており、仕事は2の次・3の次である。
- 高嶺遼（32） - 田辺誠一

アンドリューズの社長・高嶺遼太郎の一人息子。現在は社長の代役として専務に専念しており、仕事場では「冷漢な男」という噂が立っている。花と出会い、惹かれていく。
- 古武家太郎（23） - 吉沢悠

アンドリューズ、本社スタッフ。大抵女性には振られるのが日課で、歩美に想いを寄せているが振られてばかり。決してイヤとは言えない性格。
- 黒岩教雄（36） - 渡辺いっけい

アルバイトとして働き出し始めた花を辞めさせようと様々な策略を練るが、花の明るさなどがデパート全体の鍵となっていき、その存在を認めていく。
- 岡林沙智 - 長谷川京子

理恵子と仲が良く、合コンにも良く行く。花を認めてはいるが、自分の人気がなくなると信じ込んでしまう。そのため距離を置くが、離れたくても離れられない関係になる。
- 神田川一郎 - 羽場裕一

遼、遼太郎の信頼が非常に厚い。しかし、その裏面には花を落とし入れようとする黒岩に協力している。悪い事だとわかっているが、反抗できない。
- 伊能秀子（42） - 片平なぎさ

一発で偽者のかばんを見つけた花の才能を見抜き、アンドリューズで働くよう命じる。最初は、ただのバイトとしか見ていなかったが、彼女の頑張りに惹かれていく。
- 高嶺遼太郎（70） - 宇津井健

アンドリューズ社長、遼の父親。仕事が出来ると評判であったが、体が不調になる。遼との親子関係は上手くいっていなかったが、花の存在で修復していく。

## スタッフ
- 脚本：青柳祐美子
- プロデューサー：鈴木聡
- 演出：吉田秋生、日名子雅彦、岡島明
- 制作プロダクション：ケイファクトリー
- 製作：TBS

## 主題歌
- 島谷ひとみ「シャンティ」（avex trax）

## サブタイトル
| 各話   | 放送日        | サブタイトル   | 演出       | 視聴率 |
| ------ | ------------- | -------------- | ---------- | ------ |
| 第1話  | 2002年1月09日 | 天使、恋をする | 吉田秋生   | 12.7%  |
| 第2話  | 2002年1月16日 | 恋の壁         | 日名子雅彦 | 11.7%  |
| 第3話  | 2002年1月23日 | 恋の大作戦     | 岡島明     | 9.9%   |
| 第4話  | 2002年1月30日 | 最強の恋敵     | 吉田秋生   | 9.4%   |
| 第5話  | 2002年2月06日 | 恋か友情か?    | 日名子雅彦 | 10.0%  |
| 第6話  | 2002年2月13日 | 恋の予感       | 岡島明     | 8.7%   |
| 第7話  | 2002年2月20日 | 恋の落とし穴   | 日名子雅彦 | 9.0%   |
| 第8話  | 2002年2月27日 | 恋のチカラ技   | 岡島明     | 8.5%   |
| 最終話 | 2002年3月06日 | 愛のパワー     | 吉田秋生   | 8.9%   |